# 11. Sinfonie (Haydn)
Die Sinfonie Es-Dur Hoboken-Verzeichnis I:11 komponierte Joseph Haydn um 1760/61 während seiner Anstellungszeit beim Grafen Morzin. Entgegen der sonst üblichen Form beginnt das Werk mit dem langsamen Satz, und der Schlusssatz ist kein leichtgewichtiges „Kehraus“ mehr.

## Allgemeines

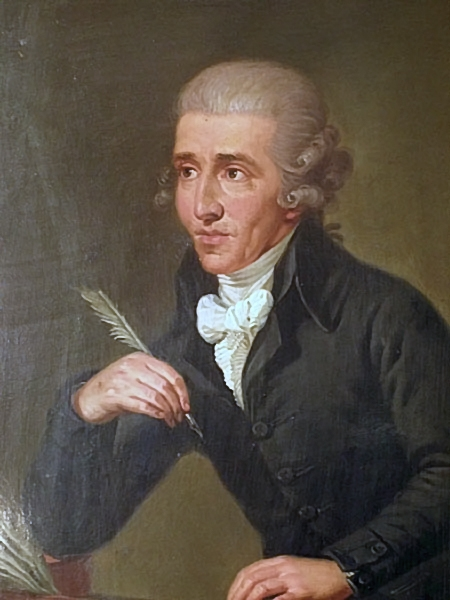
Joseph Haydn (Gemälde von Ludwig Guttenbrunn, um 1770)

Die Sinfonie Hoboken-Verzeichnis I:11 komponierte Joseph Haydn um 1760/61 während seiner Anstellungszeit beim Grafen Morzin.
Die Satzfolge langsam – schnell – Tanzsatz (Menuett) – schnell richtet sich nach die der spätbarocken Kirchensonate und ist unter Haydns Sinfonien auch bei Nr. 5, Nr. 18, Nr. 21, Nr. 22, Nr. 34 und Nr. 49 vertreten. Im Unterschied zur viersätzigen Kirchensonate steht an dritter Stelle kein langsamer Satz, sondern ein Menuett (die Sinfonie Nr. 18 ist nur dreisätzig). In Übereinstimmung zur Kirchensonate sind in den genannten Sinfonien jedoch alle Sätze in derselben Tonart gehalten (bei der Sinfonie Nr. 11 ist lediglich das Trio in der Dominanttonart B-Dur), und bei der Sinfonie Nr. 11 finden sich wie auch bei Kirchensonaten Ansätze zur Mehrstimmigkeit.
Die Sinfonien Nr. 5 und 11 werden unter Haydns frühesten Sinfonien hervorgehoben:

„Die beiden Sinfonien 5 und 11 unterscheiden sich von denen des italienischen Typs grundlegend: sie wirken weit persönlicher, konflikthafter und emotional tieflotender (…). Schon die beiden Eröffnungssätze, Adagio ma non troppo (Sinfonie 5) und Adagio cantabile (Sinfonie 11) überschrieben und somit die ersten wirklich langsamen Sätze in Haydns sinfonischem Schaffen, übertreffen die Mittelsätze der anderen frühen Sinfonien spürbar an emotionalem Ausdruck.“

„Daß einige seiner frühen Sinfonien – wie etwa die Nr. 5 und Nr. 11 – sorgfältiger ausgearbeitet scheinen als andere, könnte seine Ursache darin haben, daß Haydn für diese Sinfonien vielleicht mehr Zeit zum Komponieren hatte.“

## Zur Musik
Besetzung: zwei Oboen, zwei Hörner, zwei Violinen, Viola, Cello, Kontrabass. Zur Verstärkung der Bass-Stimme wurde damals auch ohne gesonderte Notierung ein Fagott eingesetzt. Über die Beteiligung eines Cembalo-Continuos in Haydns Sinfonien bestehen unterschiedliche Auffassungen.
Aufführungszeit: ca. 20 Minuten (je nach Einhalten der vorgeschriebenen Wiederholungen)
Bei den hier benutzten Begriffen der Sonatensatzform ist zu berücksichtigen, dass dieses Schema in der ersten Hälfte des 19. Jahrhunderts entworfen wurde (siehe dort) und von daher nur mit Einschränkungen auf ein um 1760/61 komponiertes Werk übertragen werden kann. – Die hier vorgenommene Beschreibung und Gliederung der Sätze ist als Vorschlag zu verstehen. Je nach Standpunkt sind auch andere Abgrenzungen und Deutungen möglich.

### Erster Satz: Adagio cantabile
Es-Dur, 2/4-Takt, 81 Takte
Der Satz hat einen ruhigen, fast meditativen Charakter. Die Streicher dominieren, die Hörner begleiten an einigen Stellen zur klanglichen Füllung (bleiben aber im Hintergrund), die Oboen schweigen.
Das viertaktige erste Thema mit seinen fallenden Sechzehnteltriolen wird zunächst von der 2. Violine piano vorgestellt, begleitet lediglich von der gemessen schreitenden Begleitung im Bass. Anschließend wiederholt die 1. Violine eine Quinte höher das Thema. Ab Takt 8 spielen beide Violinen versetzt den Themenkopf, die 1. Violine steigt dann in fallenden Triolenketten über fast zwei Oktaven ab. Der Zielpunkt B als Grundton der nun etablierten Dominante wird mit Forte-Piano-Kontrasten dreimal betont. – Der Anfang des Adagios mit seiner Beschränkung auf die Streicher und den versetzten Themeneinsätzen erinnert an den Beginn einer Fuge, „ganz nach Art eines barocken Trios“.
Nach diesen etwas „altertümlich wirkenden Anfangstakten“ übernimmt die 1. Violine im zweiten Thema auf einer Triolen-Begleitung der 2. Violine mit ihrer sanglichen Melodie (Kantilene) die Stimmführung. Dies ist eines der ersten lyrischen Gesangsthemen bei Haydn. Auf ein Dialogmotiv beider Violinen wiederum mit fallenden Triolen und Tonrepetition folgt dann ab Takt 27 die Schlussgruppe, in der beide Violinen nun erstmals parallel die Sechzehnteltriolen spielen – am Ende der Exposition stimmen auch die übrigen Streicher unisono ein. Weiterhin treten in der Schlussgruppe Forte-Piano-Kontraste auf, ähnlich wie in Takt 14/15 vor dem zweiten Thema.
Der Mittelteil beginnt mit dem ersten Thema in der 2. Violine, die 1. Violine spielt wie der Bass eine schreitende Begleitfigur ähnlich zum Satzanfang. Eine Variante vom Forte-Piano-Motiv aus Takt 14/15 führt zur längeren Passage mit seufzerartigen Sekundschritten in den absteigenden Triolenketten der 1. Violine. Nach einem Dialog von tiefen und hohen Streichern beginnt in Takt 57 die Reprise.
Gegenüber der Exposition ist die Reprise etwas verändert. Die 1. Violine spielt beim ersten Thema eine gegenstimmenartige Begleitung, und das Horn gibt einen kurzen Farbtupfer zum Themenbeginn. Das Thema wird nicht wiederholt, stattdessen folgt nach einer Variante des Forte-Piano-Motivs aus Takt 14/15 (nun aber ohne diesen dynamischen Kontrast) bereits das zweite Thema. Das Dialogmotiv ist kaum verändert, die Schlussgruppe ist um einen Takt erweitert. Im Gegensatz zur Exposition fehlt die Unisono-Wendung, sondern der Satz verhaucht im Pianissimo. Exposition sowie Mittelteil und Reprise werden wiederholt.
Howard Chandler Robbins Landon bemängelt den „exzessiven“ Gebrauch von Triolen, die grobe Orchestrierung insbesondere der Streicher, und meint, dass der Satz den frühesten Divertimenti ähnele.

### Zweiter Satz: Allegro
Es-Dur, 2/2-Takt (alla breve), 161 Takte

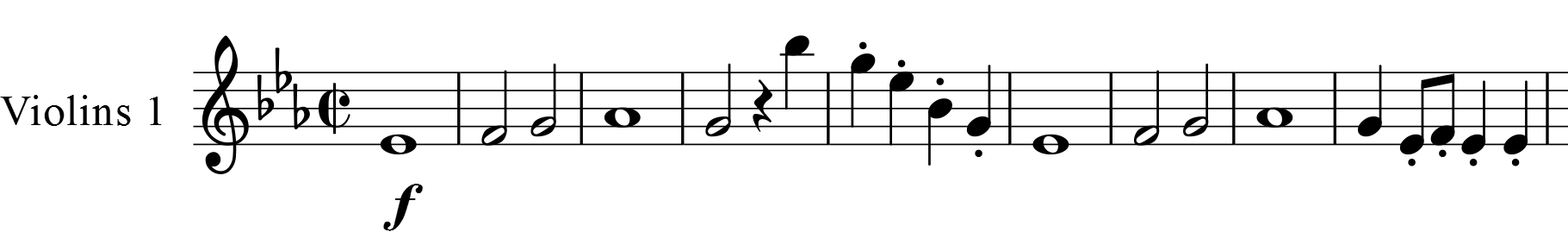
Beginn des Allegros

Das erste Thema (Hauptthema) besteht aus einem Fünftonmotiv in halben und ganzen Noten, die im Umfang einer Quarte einen diatonischen Aufstieg bilden. Dieses Thema weist starke Ähnlichkeiten zum Anfang der Ouvertüre von Wolfgang Amadeus Mozarts geistlichem Singspiel „Die Schuldigkeit des ersten Gebotes“ Köchelverzeichnis 35 auf, das dieser im Jahr 1767 komponierte.
Die Überleitung zum zweiten Thema ist zum einen durch das marschartige Motiv mit Tonrepetition gekennzeichnet, das mit seinen zwei Achteln den Rhythmus auflockert, zum anderen durch Tremolo und große Intervallsprünge der 1. Violine. Das zweite Thema in der Dominante B-Dur stellt eine Variante des ersten Themas dar: Die 1. Violine greift das Thema auf und spinnt es fort, die 2. Violine spielt eine Gegenstimme dazu (übrige Instrumente schweigen). Die unmittelbar daran anschließende Schlussgruppe bringt das Thema noch mal im Bass und beendet die Exposition mit fallenden Läufen, die von zwei halben Noten im Unisono unterbrochen werden („Laufmotiv“, die halben Noten kann man aus Takt 2 im ersten Thema ableiten).
Die Durchführung beginnt Haydn als Variante des Hauptthemas, das nun mit einer Gegenbewegung versehen ist. Das Laufmotiv aus der Schlussgruppe führt zur weiteren Variante des Themas, nun aber eine Oktave tiefer, im Piano und in b-Moll. Überraschend setzt dann das Thema als Scheinreprise nochmals wie am Satzanfang in der Tonika Es-Dur ein, inklusive des „Marschmotivs“. Ab Takt 88 wird das Marschmotiv mit dem Laufmotiv kombiniert, ab Takt 96 die aufsteigende Linie des Themas in halben Noten aufwärts sequenziert, und ab Takt 102 spielen sich die Violinen im Wechsel das Laufmotiv zu.
Die Reprise ab Takt 112 hat Haydn im dreistimmigen Einsatz der 2. Violine, 1. Violine und des Basses gestaltet. Der weitere Verlauf der Reprise ähnelt dem der Exposition. Exposition sowie Durchführung und Reprise werden je einmal wiederholt.

### Dritter Satz: Minuet
Es-Dur, 3/4-Takt, mit Trio 60 Takte
Das Menuett ist im galanten, aber auch etwas festlichen Stil gehalten. Die Anfangsfigur mit ihrer aufsteigenden Linie erinnert an das Allegro, die Triolen und die Unisono-Schlusswendung des ersten Teils an das Adagio. Daneben sind punktierte Rhythmen, eine Unterbrechung der Phrasen mit Pausen und ein forte-piano-Kontrast charakteristisch. Der zweite Teil setzt die Thematik des ersten im Tutti fort und enthält ebenso eine kontrastierende Piano-Stelle nur für die Violinen. Diese fehlt beim reprisenartigen Wiederaufgreifen des ersten Teils, ebenso fehlt nun die Unisono-Schlusswendung.
Das Trio steht in B-Dur und ist nur für Streicher gehalten. Sein dreischichtiger Rhythmus (1. Violine, 2. Violine sowie Viola mit Bass) erinnert an das Andante der Sinfonie Nr. 4.

„Im dritten Satz, dem Menuett, fesselt das Trio durch originelle rhythmische Gestaltung. In dem nur für Streicher geschriebenen dreistimmigen Stück werden die Taktschwerpunkte immer wieder durch eine synkopierende Gegenstimme gleichsam in Frage gestellt (…).Dieser witzige Synkopeneffekt hat unüberhörbar auch noch auf das Thema des schwungvollen Presto-Finales ausgewirkt.“

### Vierter Satz: Presto
Es-Dur, 2/4-Takt, 119 Takte

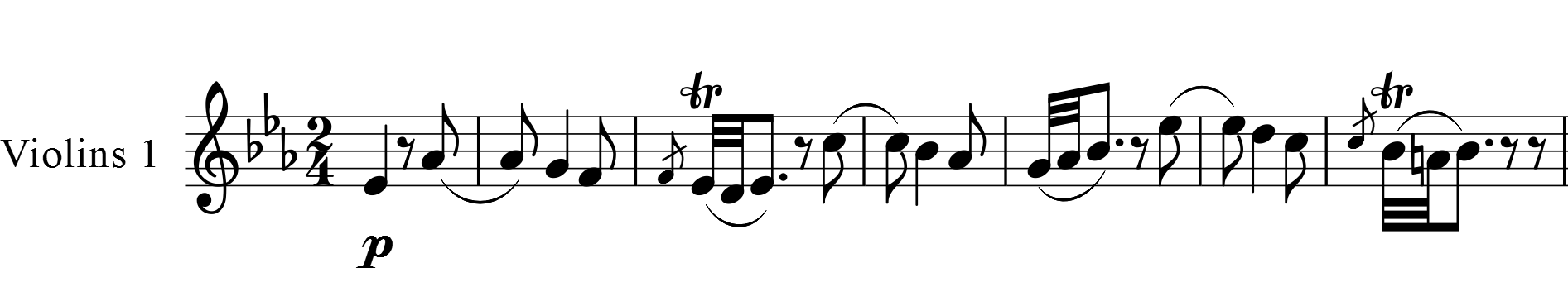
Beginn des Prestos

Das Presto mit seiner „nervösen Energie“ hat innerhalb von Haydns frühesten Sinfonien insofern ein besonderes Gewicht, als es (ebenso wie der Schlusssatz der Sinfonie Nr. 5) auf den damals üblichen, leichtgewichtigen „Kehraus“-Gestus im 3/8-Takt verzichtet, dafür durch einen größeren Umfang und stärkere motivische Arbeit gekennzeichnet ist.
Das Hauptthema (Takt 1 bis 7) wird piano von den Streichern vorgetragen mit Stimmführung in der 1. Violine: Es besteht aus einer synkopierten absteigenden Linie aus vier Tönen (dadurch an das erste Thema des Allegro bzw. durch die Synkopen an das Trio vom Menuett erinnernd) mit „Schleiferfloskel“ (Zweiunddreißigstelfloskel mit Vorschlag und Triller), die zweimal variiert wiederholt wird. In Takt 8 setzt forte das ganze Orchester ein: Zunächst mit Intervallsprüngen abwärts und Läufen, dann mit einem weiteren Motiv aus dreifacher Tonrepetition und schließender Trillerwendung. Eine Variante der Trillerfigur wird dann aufwärts sequenziert, wobei Haydn zur Dominante B-Dur wechselt.
In B-Dur erscheint dann erneut der Kopf vom Hauptthema, um bereits nach zwei Takten vom Wechselspiel der Schleiferfloskel abgelöst zu werden. Bis zum Ende der Exposition dominieren dann tremoloartige Lauffiguren.
Die Durchführung unterzieht die Elemente der Exposition einem relativ intensiven Verarbeitungsprozess: Zunächst wird Synkopen-Effekt des Hauptthemas durch versetzten Einsatz der Instrumente verstärkt, dann übernimmt der Bass mit einem aus Takt 8 abgeleiteten Motiv unter Tremolo der Violinen kurz die Stimmführung. Ein weiterer Auftritt des Themas in Moll leitet zur Verarbeitung des Tonrepetitionsmotivs über.
Die Reprise ab Takt 82 ist vor allem am Beginn gegenüber der Exposition mit „geradezu spektakulären Einbrüchen“ durch kontrastierende Moll-Wendungen im Forte verändert. Ansonsten ist die Struktur ähnlich der Exposition. Exposition sowie Durchführung und Reprise werden wiederholt.

„Der Schlußsatz der Sinfonie 11 (…) verdient höchstes Interesse, weil sich in ihm die Energie des zweiten Satzes zu einer Erregung steigert, die schon fast wie eine Vorwegnahme bestimmter Tendenzen aus Haydns Schaffen in den späten sechziger Jahren (…) anmutet. Das interessante Thema empfängt sein Gepräge durch die gehetzt wirkenden Synkopen. (…) Auch in diesem äußerst konzentrierten Satz wird in der Reprise das Thema verändert, indem zwischen seine einzelnen Phrasen ein kontrastierendes Achtel-Motiv im Forte eingeschoben wird: ein im Frühwerk Haydns absolut einmaliger Vorgang.“